# Bionomieformel
Die Bionomieformel oder auch Bionomieformel nach Rhumbler ist eine vor allem in der Forstentomologie gebräuchliche biologische Formel. Sie fasst den Lebenszyklus (Bionomie) einer Insektenart in einem Code aus Zahlen und Zeichen zusammen. 
Bionomieformeln sind keine mathematischen Formeln und nicht mit der Binomischen Formel zu verwechseln.

## Geschichte
Die Bionomieformeln gehen auf den Forstzoologen Ludwig Rhumbler zurück. Dieser hatte sie erstmals 1918 in dem Aufsatz Vorschläge zu einer zweckmäßigen Formeldarstellung der Biologien von Insekten, der in der Zeitschrift für angewandte Entomologie erschien, angeregt. Er fügte diese Formeln dann in die von ihm besorgten Neuauflagen des von Otto Nüsslin begründeten Lehrbuchs Forstinsektenkunde (1922 und 1927) ein. Große Bekanntheit in der forstlichen Praxis erlangten sie vor allem dadurch, dass der Forstentomologe und Rhumbler-Schüler Fritz Schwerdtfeger die Formeln später in sein weit verbreitetes Lehrbuch Die Waldkrankheiten übernahm. Früher war es auch üblich, dass Forststudenten die Bionomieformeln zumindest der wichtigsten Forstschädlinge auswendig lernen mussten.

## Aufbau
Bionomieformeln geben die Monate, in den die verschiedenen Entwicklungsstadien eines Insektes auftreten, durch Zahlen an. Zuerst wird die Erscheinungszeit des Eis angeführt, dann die Larvenzeit. Diese wird durch ein Minuszeichen, das typografisch jedoch eher an einen Geviertstrich erinnert, abgetrennt. Das Minuszeichen steht dabei als Symbol für die Larve. Nach einem Schrägstrich folgt bei holometabolen Insekten die Verpuppung. Ein Pluszeichen als Symbol für das fertig entwickelte Insekt und die Imaginalzeit schließen die Formel ab. Die Überwinterung eines Entwicklungsstadiums ist durch ein Komma vermerkt. Dauert die Entwicklung eines Stadiums länger als ein Jahr oder mehrere Jahre, werden entsprechend viele As (Abkürzung für annus, lateinisch für Jahr) eingefügt. Punkte werden verwendet, um einstellige von zweistelligen Zahlen zu unterscheiden.
Beispiele:
Die Bionomieformel des Gemeinen Kiefernspanners (Bupalus piniaria) lautet 67 — 7.11/11,5 + 57. Das bedeutet übersetzt: Eier im Juni/Juli, Raupen von Juli bis November, Puppen ab November. Diese überwintern bis Mai, darauf erscheinen die Falter von Mai bis Juli.
Die Bionomieformel des Kleinen Pappelbocks (Saperda populnea) lautet bei zweijähriger Generationsdauer 56 — 6, A, 4/5 + 57. Das bedeutet: Eier im Mai/Juni, Larven ab Juni. Diese überwintern zwei Mal und verpuppen sich dann im Mai. Die erwachsenen Tiere sind daraufhin von Mai bis Juli anzutreffen. 
Für einige Sonderfälle lassen sich die Bionomieformeln noch weiter ergänzen. Bei Arten mit doppelter Generation werden die beiden Generationen durch einen Strichpunkt geschieden. Benötigt ein Insekt mit mehrjähriger Entwicklung an unterschiedlichen Orten voneinander abweichende Jahre – zum Beispiel drei, vier oder fünf Jahre –, setzt man die über die Mindestdauer hinausgehenden A-Buchstaben in Klammern. Dies gilt auch für solche Fälle, in denen ein Teil der Tiere überliegt, also eine ungewöhnlich lange Diapause einlegt.

## Schwierigkeiten und Verwendung
Die Bionomieformeln kommen überall dort an ihre Grenzen, wo die Erscheinungszeiten von Insektenarten nicht fest abgegrenzt sind. Daher werden sie sinnvollerweise beispielsweise nur für einen Teil der Forstinsekten angegeben. Die Formeln können zudem nur Durchschnittswerte angeben, Änderungen vor allem durch Witterungseinflüsse sind möglich.
Vor diesem Hintergrund sind die früher als sehr praktisch angesehenen Bionomieformeln seit Ende des 20. Jahrhunderts weniger in Gebrauch, tauchen jedoch gelegentlich in Fachpublikationen noch auf.